# Českobudějovická radnice
Radnice v Českých Budějovicích je budova na jihozápadním rohu náměstí Přemysla Otakara II. Vznikla spojením dvou gotických měšťanských domů v průběhu 15. století. Svou současnou podobu získala barokní přestavbou mezi lety 1727 až 1730. Přestavbu prováděl Pavel Kolečný na základě původního architektonického návrhu od Antona Erharda Martinelliho. Sochařské doplňky vytvořil Josef Dietrich a stropní fresku hlavního sálu provedl Jan Adam Schöpf. Mezi lety 1825 a 1905 v objektu sídlil také městský soud s věznicí. Českobudějovická radnice je od roku 1988 je chráněnou kulturní památkou.

## Historie

### Gotická podoba

#### Vznik
Původní českobudějovická radnice, využívaná do první třetiny 15. století, stála naproti současné budově jižním směrem, na rohu dnešních ulic Radniční a Biskupské na místě dnešního paláce Fénix. Na místě současné radniční budovy stály dva měšťanské domy. Do toho jižněji položeného byla radnice přesunuta někdy mezi lety 1418 až 1433. Dům do té doby vlastnil řezník Ondřej Knoll, městský radní, který několikrát zastával úřad purkmistra. Sousedící dům patřil tou dobou rychtářskému rodu Klariců a po nich rodu Terczebuchů. V roce 1494 ho město se svolením krále Vladislava II. od Terczebuchů vykoupilo a oba domy později spojilo do jednoho objektu radnice. Z těchto původních gotických domů se nejlépe zachovala zadní komora Knollova domu, která je dnes součástí radničního sklepa.

#### Přístavby
V roce 1505 byly obnovovány radniční zdi a byl upravován zasedací sál. V roce 1529 bylo v radnici zřízeno nové vězení, které nahradilo dřívější vězení v rychtě v Panské ulici. Zároveň byl postaven byt pro radničního sluhu. Dva roky nato byl v přízemí upraven prostor pro vznik vážnice a v patře nad vážnicí byly prolomeny zdi původních domů, čímž vznikla nová prostorná místnost, která byla luxusně vybavena. To proto, že právě zde byla ubytována královna Anna Jagellonská během českého zemského sněmu, který se konal od 19. března do 18. května 1531. Radnice byla v 16. století dále rozšiřována, v roce 1543 přibyla zadní komora pro sklad soli a sklepní prostory pro skladování peněz, cenností a střelného prachu. Pět let nato bylo postaveno nové postranní křídlo, ve kterém byla zbrojnice a kancelářské prostory. Zatímco vznikaly nové přístavby, stav původního jádra radnice se zhoršoval. Obavy ze špatného stavu statiky ilustruje například zmínka z roku 1552, kdy bylo jednomu z měšťanů městskou radou povoleno pořádat svatbu ve velké místnosti v patře pouze za předpokladu, že se bude pouze stolovat a nikoli tancovat.

### Renesanční podoba

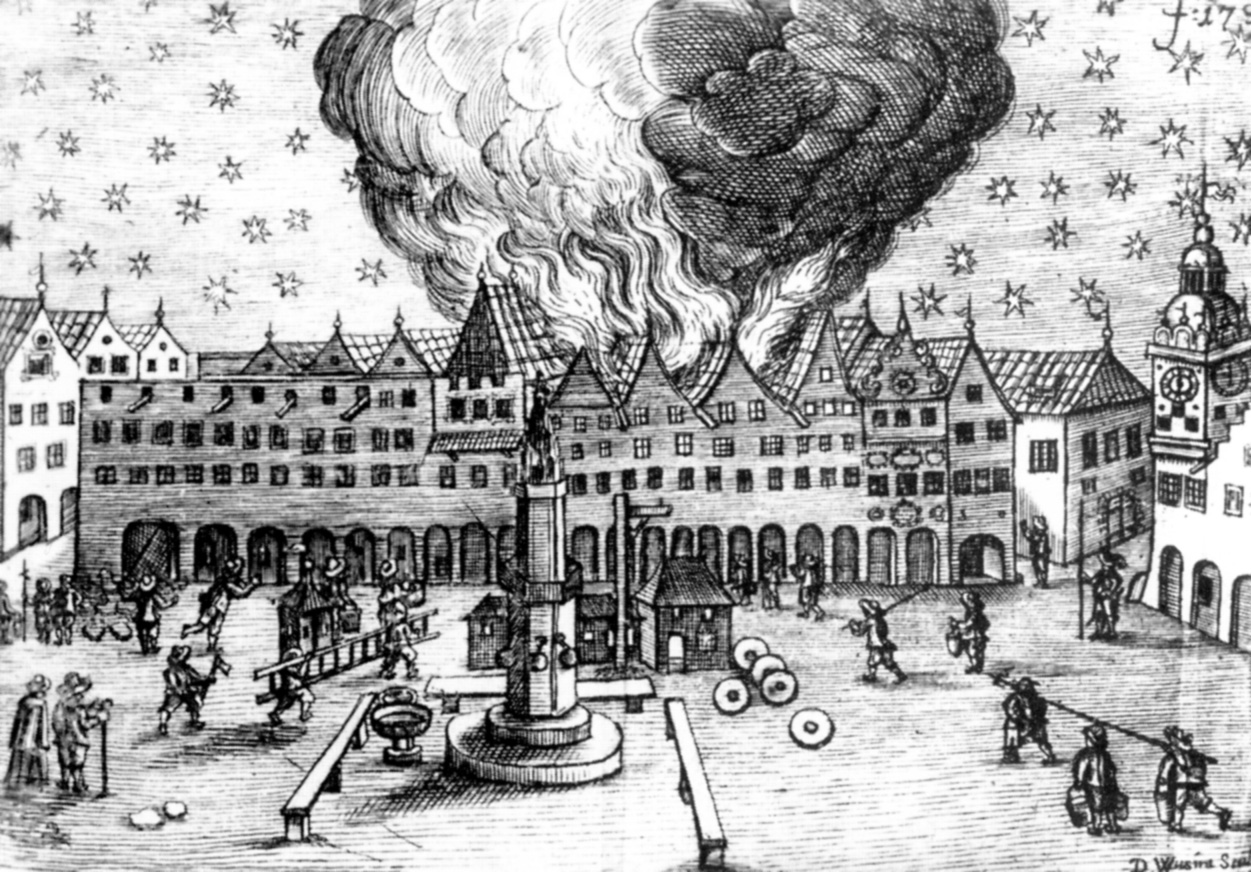
Část renesanční podoby radnice (v pravém okraji) zachycena na rytině Daniela Wussina vyobrazující požár města v roce 1654

Za vlády primátora Quirina Mašťovského proto padlo rozhodnutí celou radnici strhnout a postavit novou. Zachováno měly být pouze ty části radnice, které byly postaveny v 16. století. V březnu roku 1555 započaly bourací práce a stavba trvala až do roku 1558. Hlavním stavitelem byl jistý Hons Vlach, který je pravděpodobně totožný s Hansem Spatzem, prvním stavitelem českobudějovické Černé věže. Nová renesanční budova měla v přízemí stejné dispozice jako původní budova s výjimkou nové mohutné nárožní věže s hodinami. Báň věže byla poté pozlacena zlatem z 30 uherských dukátů. Krov nové budovy stavěl mistr Nikolaus Steuber a štít radnice vymaloval malíř Nikl. Nová radnice měla 24 místností, některé byly deštěné a okna dřívější "královniny světnice" byla opatřena vitrážemi.
Později byla ještě radniční fasáda vyzdobena žlutošedými sgrafity s motivy mořských vln, lístků a květů. Exteriér radnice zůstal v 17. století stejný, interiér byl poškozen požáry města v letech 1641 a 1655.

### Barokní podoba

#### Přestavba

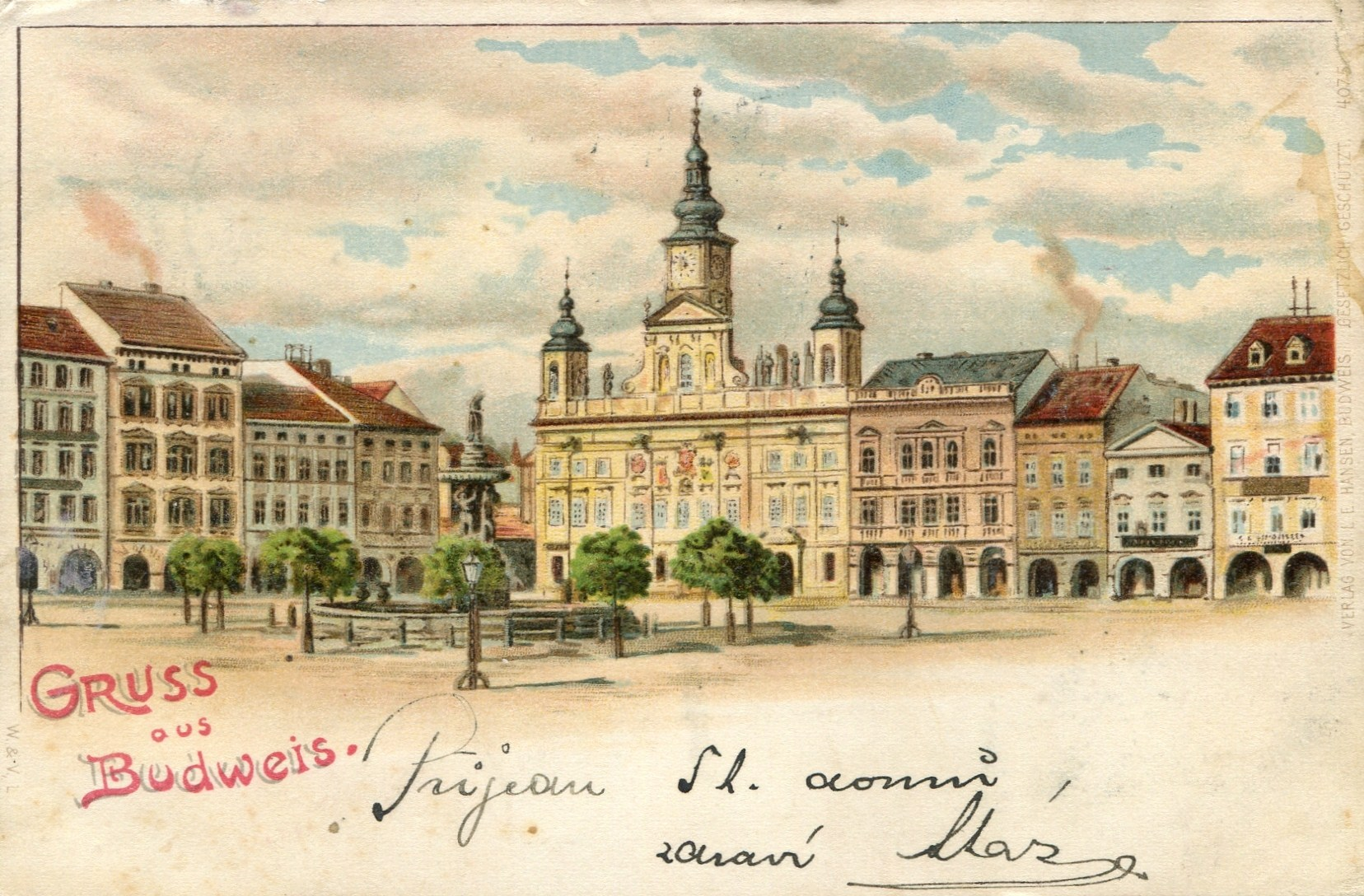
Radnice na malované pohlednici Erwina Spindlera z doby někdy mezi lety 1875 až 1926

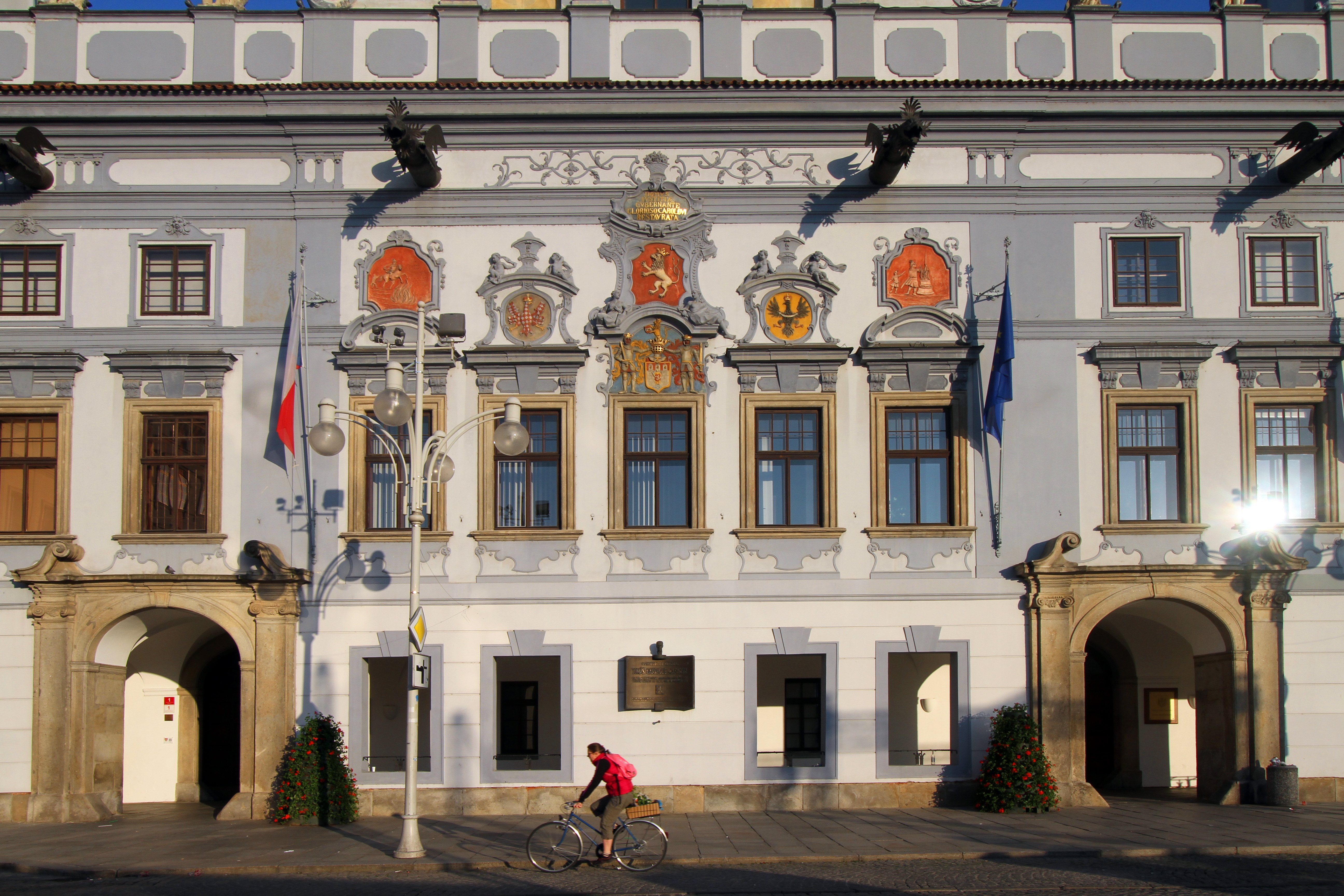
Detail průčelí radnice v roce 2017

Na začátku 18. století přestával stavební stav radnice vyhovovat. V dubnu roku 1727 se městská rada proto definitivně rozhodla pro přestavbu. S návrhem se nejprve obrátili na stavbyvedoucího Pavla Kolečného z Třeboně, který pro město nedávno dostavěl Samsonovu kašnu. Ten městské radě předložil svůj návrh, ale radní se poté obrátili na původem severoitalského architekta Antona Erharda Martinelliho, který byl dvorním stavitelem Adama Františka Schwarzenberga.
V této době byl podle Martinelliho návrhů upravová například schwarzenberský zámek v Třeboni. Martinelliho návrh přestavby budějovické radnice byl radikálnější než Kolečného, z nárožně orientované budovy by vznikla budova se souměrným třívěžovým průčelím. Tento návrh byl radou schválen a Pavel Kolečný byl pověřen pouze řízením stavby. Stavba probíhala od roku 1727 do roku 1730 a byla pouze krátce přerušena po požáru na jaře roku 1728. Původní Martinelliho plán se nedochoval a je možné, že provádějící stavitel Pavel Kolečný provedl později vlastní úpravy.
Nová zasedací místnost byla vyzdobena stropní freskou Šalamounova soudu od Johanna Adama Schöpfa, který tou dobou také maloval blízkou kapli Smrtelných úzkostí. I další stropy byly vyzdobené barokními freskami a štukaturami. Zcela se změnila průčelní fasáda, která byla zvýšena attikou, okna v prvním patře byly zvýrazněny suprafenestry a celková silueta radnice byla proměněna třemi věžemi. Báně věží vyhotovil mědikovec Andreas Greillinger a pozlatil je zlatník Anton Viertmüller. Prostřední věž byla poté opatřena hodinami místního hodináře Antona Franze Burkharta a na attiku byly postaveny čtyři sochy alegorií od Josefa Dietricha.
Nová radnice byla slavnostně otevřena 26. srpna roku 1730 u příležitosti obnovení městské rady nejvyšším zemským sudím Františkem Josefem Černínem. Mezi hosty byly přítomni kníže Adam František Schwarzenberg, hrabě Buquoy a také čtyři opati jihočeských klášterů v Třeboni, Zlaté Koruně, Českém Krumlově a Vyšším Brodě.

#### Pozdější úpravy
V roce 1813 byly v druhém patře bočního křídla vystavěny nové kanceláře a původní sedlové střechy hlavní budovy byly nahrazeny střechou rovnou. V roce 1825 byla přistavena zadní část radnice (dům Česká 5/59); bylo zde od doby postavení stavby do roku 1905 sídlo soudu a věznice; někdy poté na dvoře přibyla pavlač. Po předání zpět do rukou městské rady došlo k vnitřním stavebním úpravám a budova radnice byla propojena s vedlejším domem č. 2.
V roce 1983 došlo k poslední výrazné proměně radnice, když byla v rámci rekonstrukce změněna barevnost fasády z dřívější okrově žluté na současnou šedo-modrou.

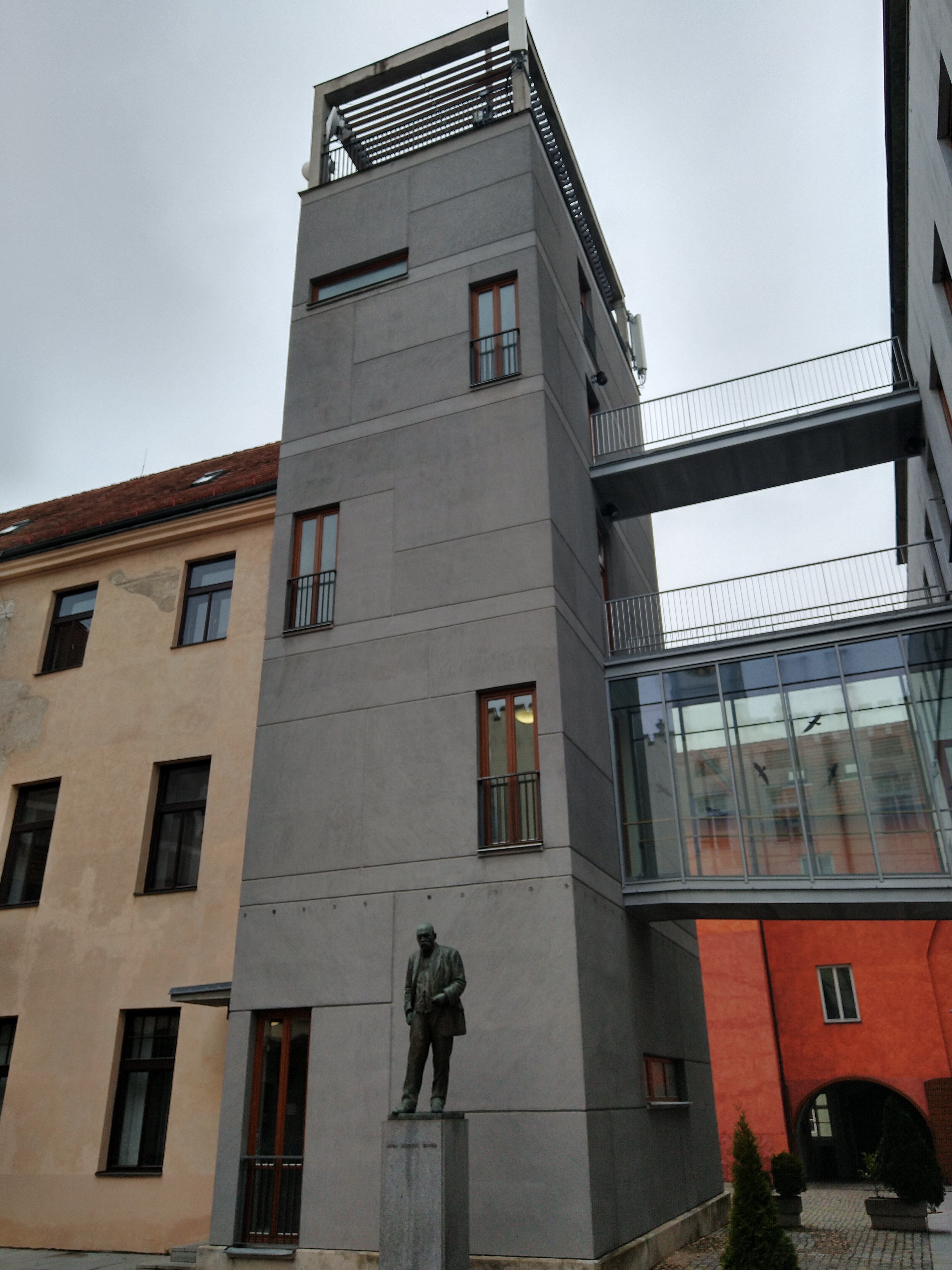
Nová věž s vyhlídkou

V letech 1998-2000 byla provedena dostavba radnice, kdy byla propojena se sousední budovou. Uprostřed nádvoří byla vystavěna nová věž s vyhlídkovou plošinou vysoká 36 m, na kterou vede 110 schodů.

## Vzhled a vybavení

### Exteriér

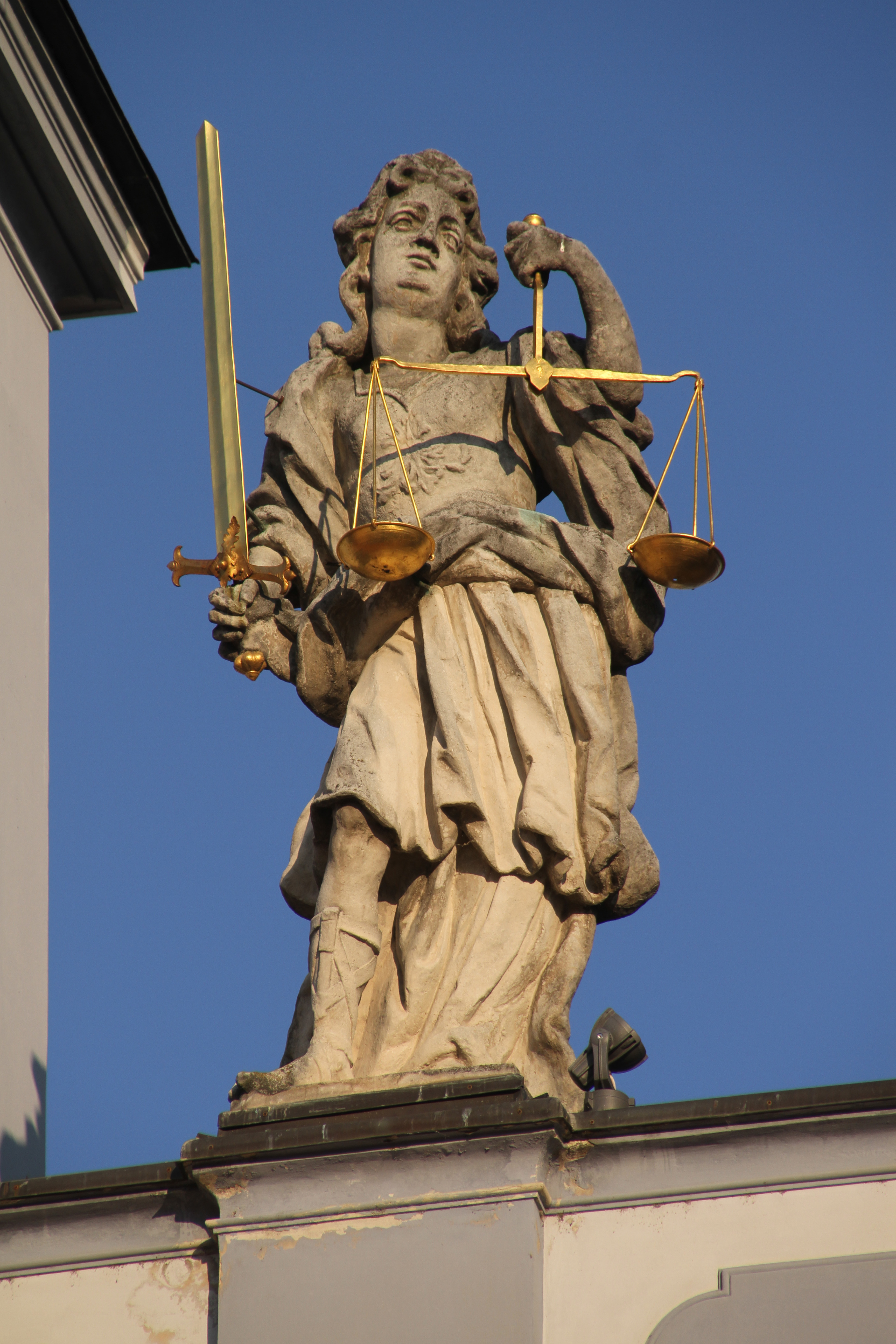
Barokní socha alegorie spravedlnosti od Josefa Dietricha

Osově souměrné průčelí radnice orientované do náměstí je třemi věžemi a mělkým středovým rizalitem rozděleno do třech pomyslných částí. Věže, které mají připomínat českobudějovický znak, byly původně propojené řetězovým závěsem a na vrcholu střední věže byl místo současného dvouocasého lva dvouhlavý orel. Báně věží stejně jako čtyři chrliče v podobě dračích hlav zdobící atiku vytvořil Andreas Greillinger. Autorem kamenných dekorativních váz po stranách frontonu a čtyř alegorických soch měšťanských ctností stojících na atice je sochař Josef Dietrich. Ve slepých okenních výklencích středového volutového štítu jsou vyobrazeni svatý Florián, ochránce před požárem, a svatý Roch, ochránce před morem. Pět prostředních oken piana nobile je dekorováno suprafenestry se znakem města obklopeným znaky třech zemí Koruny české: Čech, Moravy a Slezska. Zbylé dva reliéfy na krajích vyobrazují Horatia Coclese jakožto symbol statečnosti a Mucia Scaevolu jakožto symbol občanské věrnosti. Po roce 1989 byla v přízemí doprostřed opět umístěna busta presidenta Tomáše G. Masaryka, dílo Jana Vítězslava Duška z roku 1935.
Rukopis architekta Antona Erharda Martinelliho můžeme vidět ve zvýraznění klenáků nad okny v přízemí nebo na využití lizénových rámů, které bylo typické pro tehdy populární Plattenstil. To, že třem věžím neodpovídají tři vstupy do podloubí v přízemí bylo dáno především nutností respektovat původní dvojí gotické zaklenutí podloubí, které bylo pevným základem statiky stavby. Vznikl tak efekt plného pilíře v centrální ose průčelí.

#### Inspirace aušpurskou radnicí
Historik umění Jakub Bachtík hodnotí celkový výsledek barokní přestavby jako mající "zvláštní, pitoreskní ráz, kdy průčelí působí prokomponovaně a nesourodě zároveň". Českobudějovickou radnici vidí jako spojení dvou typů: typu radnice s jednou věží v průčelí (později v českém prostředí poměrně běžného) a typu radnice se středovým nástavcem a pouze bočními věžemi, který proslavila o sto let dříve aušpurská radnice od Eliase Holla.

### Interiér
Mezi nejpozoruhodnější díla interiéru českobudějovické radnice patří rozsáhlá stropní freska s výjevem Šalamounova soudu zdobící hlavní radní sál v patře. Mezi lety 1729 a 1730 ji vytvořil Jan Adam Schöpf, žák Kosmy Damiána Asama. Dále lze jmenovat bronzový reliéf městského znaku nad schodištěm z roku 1890 od českobudějovického sochaře Richarda Kristina, který se později stal ředitelem městského muzea, nebo rozsáhlý goblén s vedutou města, který vytvořila Marie Teinitzerová-Hoppeová podle návrhu Cyrila Boudy.
Uvnitř radnice jsou dále umístěny originály soch čtyř ctností, originál sochy Samsona a na nádvoří originály chrličů z kašny.

### Socha Augusta Zátky

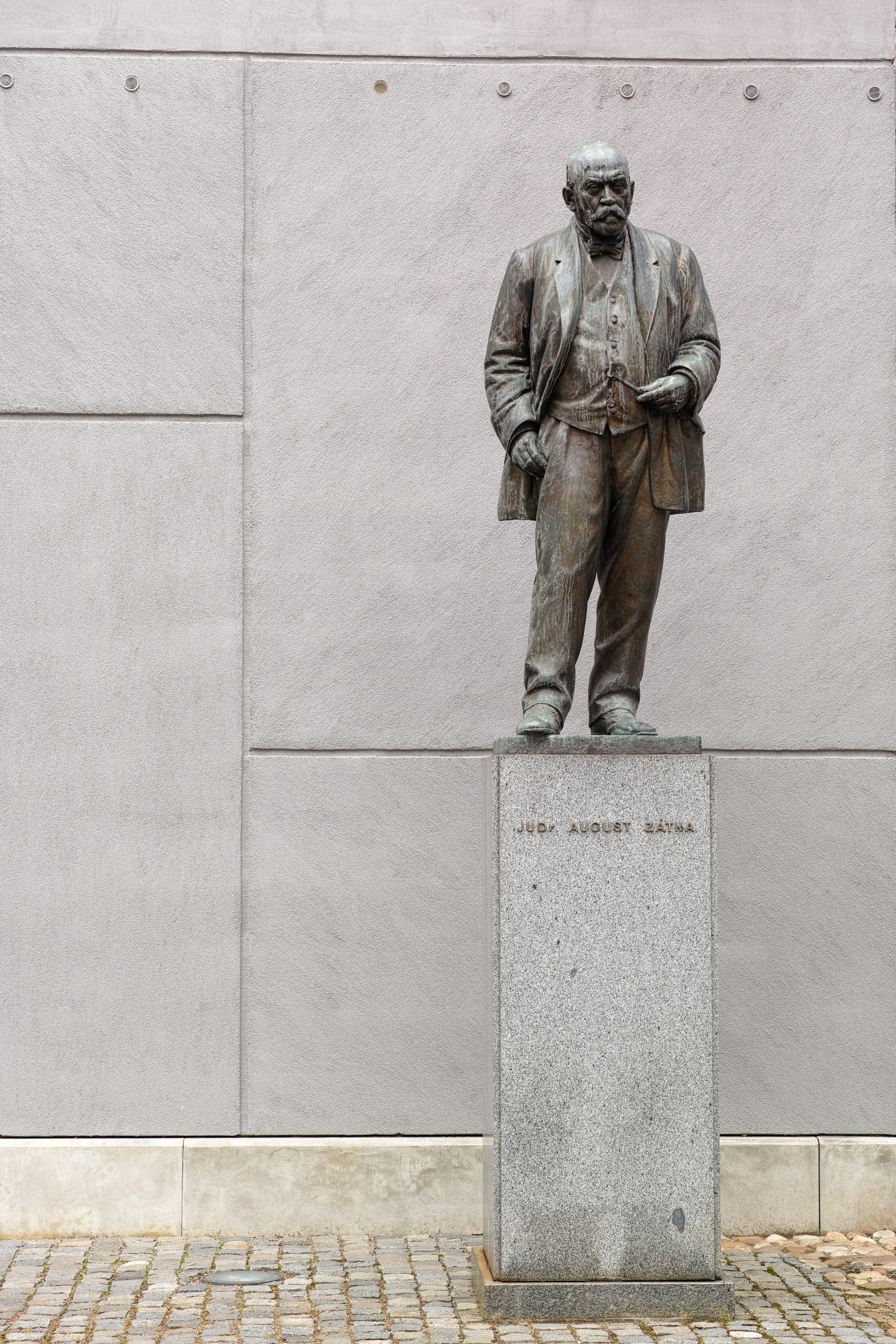
Socha Augusta Zátky na dvoře radnice od Bohumila Kafky

Z podobné doby jako Masarykova busta pochází bronzová socha Augusta Zátky na vysokém piedestalu, která od září roku 1936 stála před radniční budovou. Socha je dílem Bohumila Kafky, který se k ní dopracoval po sedmi letech práce. Byla odlita pražskou firmou Karla Bartáka. Tehdejší starosta Albín Dlouhý se stavěl proti jejímu umístění přímo před radnicí, stejně jako Spolek pro postavení pomníku T.G. Masarykovi, který nechtěl, aby socha zakrývala Masarykovu bustu. Za německé okupace nechal starosta Friedrich David bronzovou sochu roztavit. V roce 1967 se našel schovaný Bartákův přípravný odlitek v dvoutřetinové velikosti oproti původní soše. Tato menší socha poté stála poblíž zámecké jízdárny v Hluboké nad Vltavou a 22. srpna roku 2000 byla slavnostně přesunuta na nádvoří radnice. Tohoto znovuodhalení se účastnil také August Zátka, vnuk vyobrazeného Augusta Zátky.

### Zvonkohra
Od října roku 1995 je na prostřední věži umístěna počítačem řízená zvonkohra, kterou tvoří 16 zvonků o váze 8–60 kg. Zaznít na ní může až osmdesát hudebních motivů, jež se mění dle části dne nebo ročního období, vždy však nejprve zaznívá píseň K Budějicům cesta. Zhotovena byla pasovskou firmou Rudolfa Pernera, potomka tradičního zvonařského rodu Pernerů, který působil v Českých Budějovicích od roku 1772 do konce druhé světové války.

## Služby
V radnici a přilehlých budovách sídlí magistrát města. Budova má dva hlavní vchody, z nichž jeden slouží především jako průchod do obřadního sálu využívaného ke svatebním obřadům a oficiálním setkáním, a druhým se vstupuje na nádvoří a do prostor magistrátu a místního turistického informačního centra.
Magistrát města každoročně pořádá ve spojení s radnicí řadu akcí pro veřejnost včetně komentovaných prohlídek budovy nebo koncertů, radničních trhů a divadelních představení na radničním nádvoří.

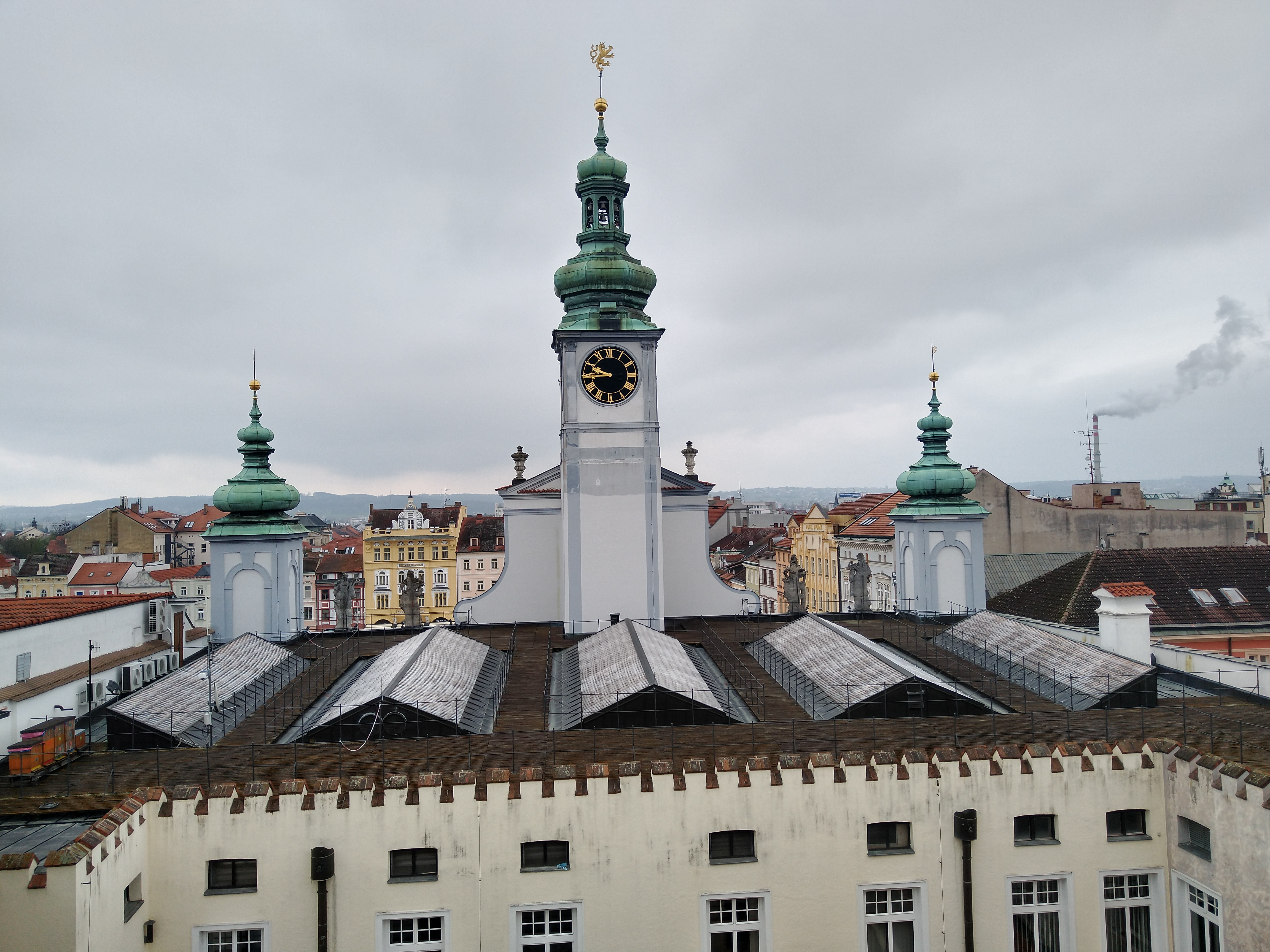
Radniční věže z centrální věže. V levé části patrné místní úly

Na střeše radnice jsou umístěny úly. Získaný med je používán jako reprezentační dárek pro oficiální návštěvy.